# Erik Hörnström
Erik Johannes Hörnström, född 27 februari 1907 i Piteå, död 3 maj 1978 i Uppsala, var en svensk litteraturhistoriker.
Hörnström blev filosofie doktor 1943, docent i litteraturhistoria med poetik vid Uppsala universitet samma år, adjunkt vid Försvarets läroverk i Uppsala 1945, och lektor vid Högre allmänna läroverket i Uppsala 1947. Hörnström utgav Anders Odel (doktorsavhandling, 1943) och Pär Lagerkvist. Från Den röda tiden till Det eviga leendet (1946) samt medarbetade i Lyrisk tidsspegel (1947).